# 33498 Juliesmith
33498 Juliesmith este o planetă minoră (asteroid), cu un diametru de 4,603 km, din centura de asteroizi. A fost descoperită pe 15 aprilie 1999 la Experimental Test Site⁠(d) de Lincoln Near-Earth Asteroid Research. 
Obiectul prezintă o orbită caracterizată de o semiaxă mare de 2,4104977 UAi, o excentricitate de 0,06, o înclinație de 8,43305 ° în raport cu ecliptica.